# ヘリー・ユール・ハンセン
ヘリー・ユール・ハンセン（英: Helly Juell Hansen）は、ノルウェーの実業家、元政治家。ヘリーハンセンの創業者。モス市議会元議長。

## 略歴
1840年8月12日、ノルウェー・モス出身。
1865年、船長の資格を取得。
1877年、当時船乗りを苦しめた雨や雪から身体を守る衣料を開発。
1878年、パリ万博にキャンバス地に亜麻仁油を染み込ませた防水衣料で最優秀賞を取得。
1879年、上記の生地を使用した布製のバケツを販売。
1914年1月12日、ノルウェー・モスで死去。享年73。